# ピューベガ
ピューベガ（伊: Piubega）は、イタリア共和国ロンバルディア州マントヴァ県にある、人口約1,700人の基礎自治体（コムーネ）。

## 地理

### 位置・広がり

#### 隣接コムーネ
隣接するコムーネは以下の通り。
- アーゾラ
- カザロルド
- チェレザーラ
- ガゾルド・デリ・イッポーリティ
- マリアーナ・マントヴァーナ
- レドンデスコ

### 気候分類・地震分類
気候分類では、zona E, 2388 GGに分類される。
また、イタリアの地震リスク階級 (it) では、zona 3 (sismicità bassa) に分類される。

## 行政

### 分離集落
ピューベガには、以下の分離集落（フラツィオーネ）がある。
- Case Sparse, Malavicina, Negrisoli, San Cassiano, San Cassiano Interno, San Fermo, Venturini, Villaggio Ballarini, Zanzarino